# Meteorologiåret 1885

## Händelser

### Januari
- 1 januari - I Regina, Kanada uppmäts temperaturen -50 °C vilket blir nytt lokalt köldrekord [1].
- 3 januari - I Verchojansk i Sibirien, Ryssland uppmäts -68 °C vid vindstilla [2].

### April
- 13 april – 23 inch snö faller över Denver i Colorado, USA [3].

### Juni
- 7 juni - En tornado i Ontario, Kanada skadar hus och fruktträdgårdar i Parkhill och Saint Thomas [1].

### Augusti
Augusti - Svåra snöfall i slutet av månaden bland annat i Dorotea.
- 17 augusti – I Kalifornien i USA uppmäts + 54,4 °C i skuggan i såväl Amos som Mammouth Tank [2].
- 29 augusti - I Varde, Danmark uppmäts temperaturen -2,0 °C, vilket blir Danmarks lägst uppmätta temperatur för månaden [4].

### September
- September- Väderstationen i Færder, Norge, invigs [5].
- 30 september – Rekordtidig snö faller över London i England, Storbritannien dödar åtta personer och förstör flera hus [6].

### Oktober
- Oktober - Den största månadsnederbörd som noterats i Medelpad, Sverige faller i Häljum söder om Sundsvall; 272 millimeter [7].
- 11 oktober - En stark orkan vid sydöstra Labradorhalvön förstör 80 fiskebåtar, och 70 personer dödas [1].

### December
- 1 december
  - I Karasjok, Finnmark, Norge noteras norskt köldrekord för månaden med -51,3 °C [8].
  - I Medicine Hat, Kanada uppmäts temperaturen +20 °C vilket blir ortens varmaste decemberdag någonsin [1].

### Okänt datum
- Nederbörden vid Hemavan-Tärnaby i Sverige börjar mätas [9].

## Födda
- 18 juni – John Somers Dines, engelsk meteorolog.
- 19 juli – Johannes Letzmann, estländsk meteorolog.

### Fotnoter
1. 1 2 3 4  ”Dan, Dan the Weatherman's Canadian Weather Trivia Page”. Arkiverad från originalet den 9 september 2013. https://web.archive.org/web/20130909001246/http://www.dandantheweatherman.com/cantriv.html. Läst 23 februari 2011.
2. 1 2  Guinness Rekordbok (svenska) 1993
3. ↑  ”Arkiverade kopian”. Arkiverad från originalet den 16 juli 2010. https://web.archive.org/web/20100716104244/http://www.climate.umn.edu/pdf/day_in_weather_history/april_wx_history.pdf. Läst 16 februari 2011.
4. ↑  Vejrekstremer i Danmark Arkiverad 19 januari 2013 hämtat från the Wayback Machine. DMI
5. ↑  MET
6. ↑  Met Office Arkiverad 20 november 2008 hämtat från the Wayback Machine.
7. ↑  SMHI
8. ↑  MET
9. ↑  SMHI Arkiverad 14 juni 2015 hämtat från the Wayback Machine.